# Serafin Koda
Serafin Koda OFM (ur. 25 kwietnia 1893 w Janjevë (Kosowo), zm. 11 maja 1947 w Lezhy) – albański franciszkanin, więzień sumienia, błogosławiony Kościoła katolickiego.

## Życiorys
Syn Gaspera i Antoniety z d. Radiqi. Po wstąpieniu do zakonu franciszkanów w 1909 przyjął imię Serafin. 30 lipca 1925 został wyświęcony na księdza. Prowadził działalność misyjną w północnej Albanii, zanim w 1944 otrzymał funkcję proboszcza w Lezhy. Po zamordowaniu biskupa Luigj Bumçiego zajmował się w jego zastępstwie sprawami diecezji. W 1947 zorganizował spotkanie duchownych franciszkańskich, na którym zamierzano omówić kwestie finansowe działalności zakonu i wypracować sposób postępowania wobec władz komunistycznych. Koda został aresztowany po tym spotkaniu przez funkcjonariuszy Sigurimi. Został poddany torturom, próbowano go zmusić, aby zeznawał przeciwko swoim współbraciom. Zmarł w czasie tortur, kiedy jeden ze śledczych rozerwał mu paznokciami żyłę w gardle (według innej wersji śledczy zadusili go jego własnymi rękami). Szczątki duchownego odnaleziono w 1994, po uroczystym pogrzebie 16 września 1994 spoczęły w klasztorze franciszkanów w Lezhy.
Koda znalazł się w gronie 38 Albańczyków, którzy 5 listopada 2016 w Szkodrze zostali ogłoszeni błogosławionymi. Beatyfikacja duchownych, którzy zginęli "in odium fidei" została zaaprobowana przez papieża Franciszka 26 kwietnia 2016.
Imię Serafina Kody nosi jedna z ulic w północnej części Tirany.